# Gilbert Cates
Gilbert Cates, nato Gilbert Katz (New York, 6 giugno 1934 – Los Angeles, 31 ottobre 2011), è stato un regista e produttore televisivo statunitense.
È conosciuto per essere stato il produttore televisivo di quattordici edizioni degli speciali televisivi dei Premi Oscar tra il 1990 ed il 2008. 

## Filmografia

### Cinema
- Lo spettacolo più affascinante del mondo (Rings Around the World) (1966)
- Anello di sangue (1970)
- Summer Wishes, Winter Dreams (1973)
- La libellula non deve volare (1976)
- The Promise (1979)
- L'ultima coppia sposata (The Last Married Couple in America) (1980)
- Tracy e il signore del piano di sopra  (Oh, God! Book II)  (1980)
- Congiure parallele (Backfire) (1988)

### Televisione
Filmografia parziale
- To All My Friends on Shore (1972)
- Un affare di cuore (The Affair) (1973)
- Circus, Lions, Tigers and Melissas Too (1977)
- Hobson's Choice (1983)
- Burning Rage (1984)
- Segreto di famiglia (Consenting Adult) (1985)
- Ai confini della realtà (The Twilight Zone) Serie TV, 1 episodio accreditato come Alan Smithee (1985)
- Child's Cry (1986)
- Do You Know the Muffin Man? (1989)
- Storia di Anna (Call Me Anna) (1990)
- Absolute Strangers (1991)
- False testimonianze (Innocent Victims) (1996)
- A Death in the Family (2002)
- Collected Stories (2002)